# Agnieszka Wołk-Łaniewska

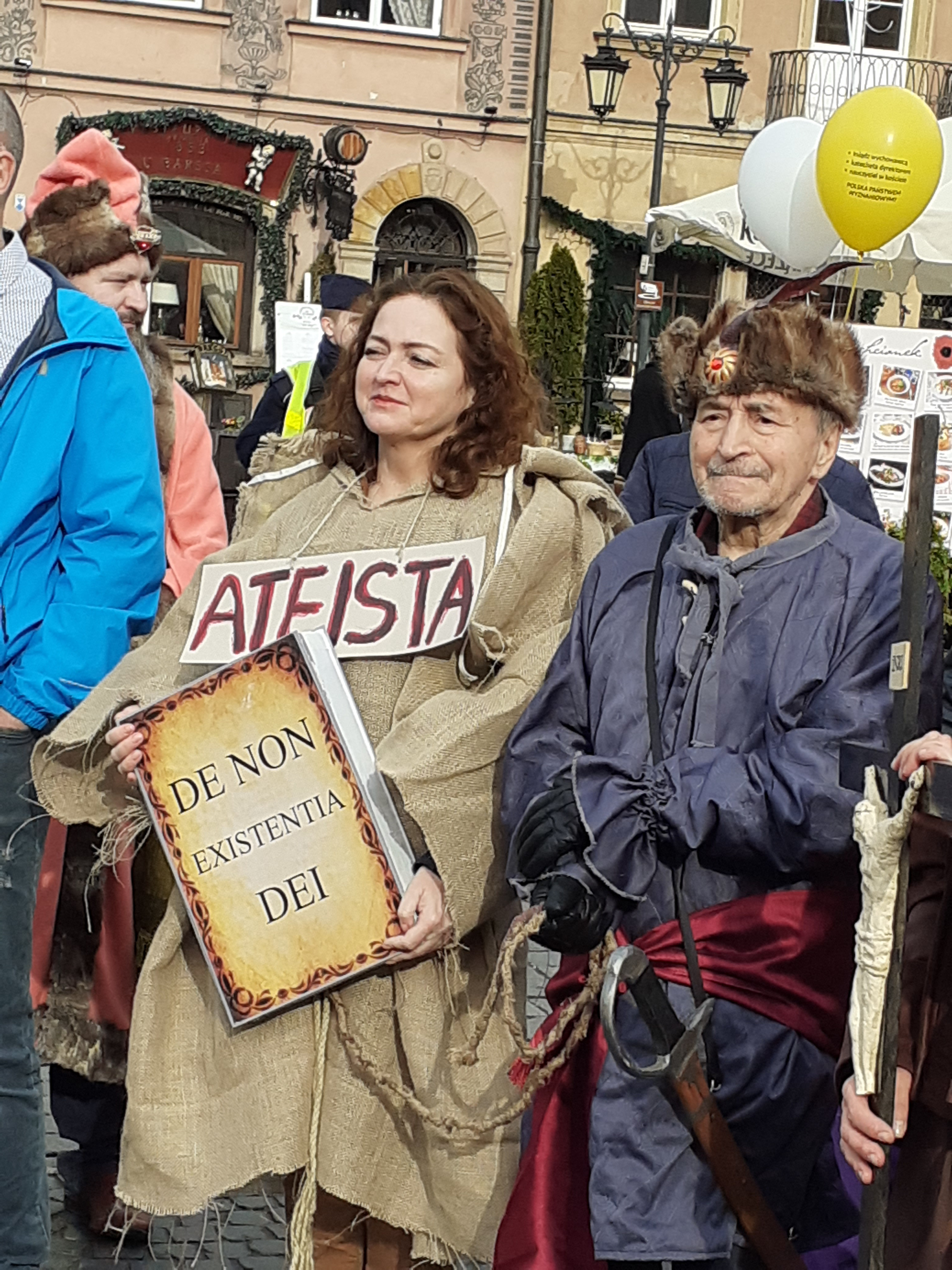
Agnieszka Wołk-Łaniewska przebrana za Kazimierza Łyszczyńskiego w trakcie inscenizacji jego egzekucji w Warszawie (2023)

Agnieszka Wołk-Łaniewska – polska dziennikarka i publicystka. Redaktorka naczelna dziennika Trybuna (2013–2014) oraz tygodnika „Nie” (od 2024).

## Życiorys
W wyborach parlamentarnych w 1993 bez powodzenia ubiegała się o mandat poselski w okręgu warszawskim z listy Unii Pracy, a w wyborach w 1997 ponownie bezkustecznie kandydowała do Sejmu z listy Sojuszu Lewicy Demokratycznej w województwie bydgoskim. W przeszłości pracowała dla tygodników „Wiadomości Kulturalne” oraz „Przegląd”. W lipcu 2013 została redaktor naczelną dziennika Trybuna, funkcję skończyła pełnić w 2014. Wcześniej sprawowała ją w miesięczniku „Tak po prostu”.
Od 2000 jest związana tygodnikiem „Nie”. 9 sierpnia 2024 na mediach społecznościowych tygodnika poinformowano o jej wyborze na stanowisko redaktorki naczelnej.

## Publikacje
- W kleszczach Putina, czyli Polskie kłamstwo ukraińskie. Jakub Kopeć. Wydawnictwo JJK, 2014.